# کراسنوبرد
کراسنوبرد (به لاتین: Krasnobród) یک شهر و گمینا در لهستان است که در گمینا کراسنوبرود واقع شده‌است. کراسنوبرد ۶٫۹۹ کیلومتر مربع مساحت و ۳٬۰۴۷ نفر جمعیت دارد.